# 三八年式実包
三八式実包（さんはちしきじっぽう）とは、大日本帝国陸軍によって開発された6.5mm小銃弾である。三八式歩兵銃などの火器で使用された。三十年式実包を尖頭銃弾に改良したものであり、三十年式実包を使用する火器に対し概ね互換性があった。

## 概要
本実包は1906年（明治39年）より陸軍技術審査部において研究を行ない、1907年（明治40年）9月に制式制定された。開発にあたり、三八式実包はドイツで1903年に採用されたS弾の影響を強く受けている。最大の特徴は、日本初の尖頭銃弾（「四〇式銃弾」と呼称）という点であり、三十年式歩兵銃の円頭銃弾に比べ弾丸の速度および弾道の低伸性が増している。また、生きた馬や豚、犬、および内臓を除去した人間の死体に対する射撃試験を実施し、以下の結果を得た。
1. 単純軟部に対する銃創については、三十年式実包によるものに比べ一般的に軽くその経過はやや短いが、その予後に大差はない。
2. 骨部に対する銃創については、近距離・遠距離において三十年式実包によるものと比べ軽くはない。
3. 臓器に対する銃創については、三十年式実包によるものに比べ軽いが、その予後に大差はない。

1913年（大正2年）2月に命中率向上のため、弾丸の形状が改正された（後述）。

## 構造
薬莢は、銅：亜鉛が67：33の黄銅第二号製の半起縁式薬莢を用い、黄銅第二号製のベルダン型雷管には、爆粉0.02gを装し錫箔を被せてあった。
装薬は、無煙小銃薬からなる装薬2.15g（後に装薬のロット毎に装薬量を調整するよう改正）を充填している。
弾丸は、銅：ニッケルが8：2の白銅第一号製被甲に、鉛95%、アンチモン5%の硬鉛を弾身としている。この弾丸の中径は最大6.65mmで、全長は32mm（後に32.5mmに改正）、重量は9gである。
銃の口径6.5mmよりも弾丸の中径が大きいのは、ライフリングに弾丸を噛ませるためであった。薬莢、装薬、弾丸などを含めた全備弾量は21gであった。

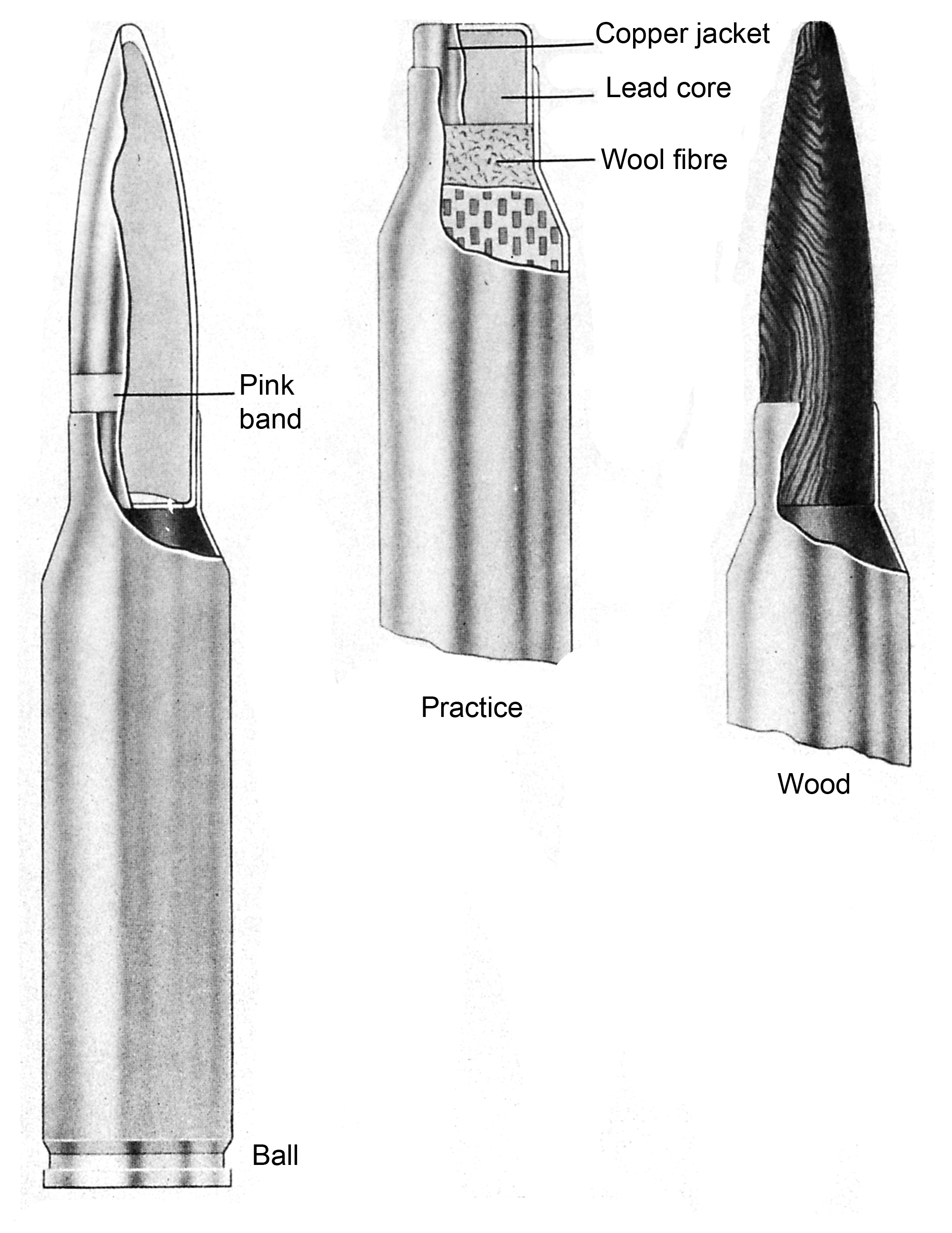
6.5mm×50SR 三八式実包
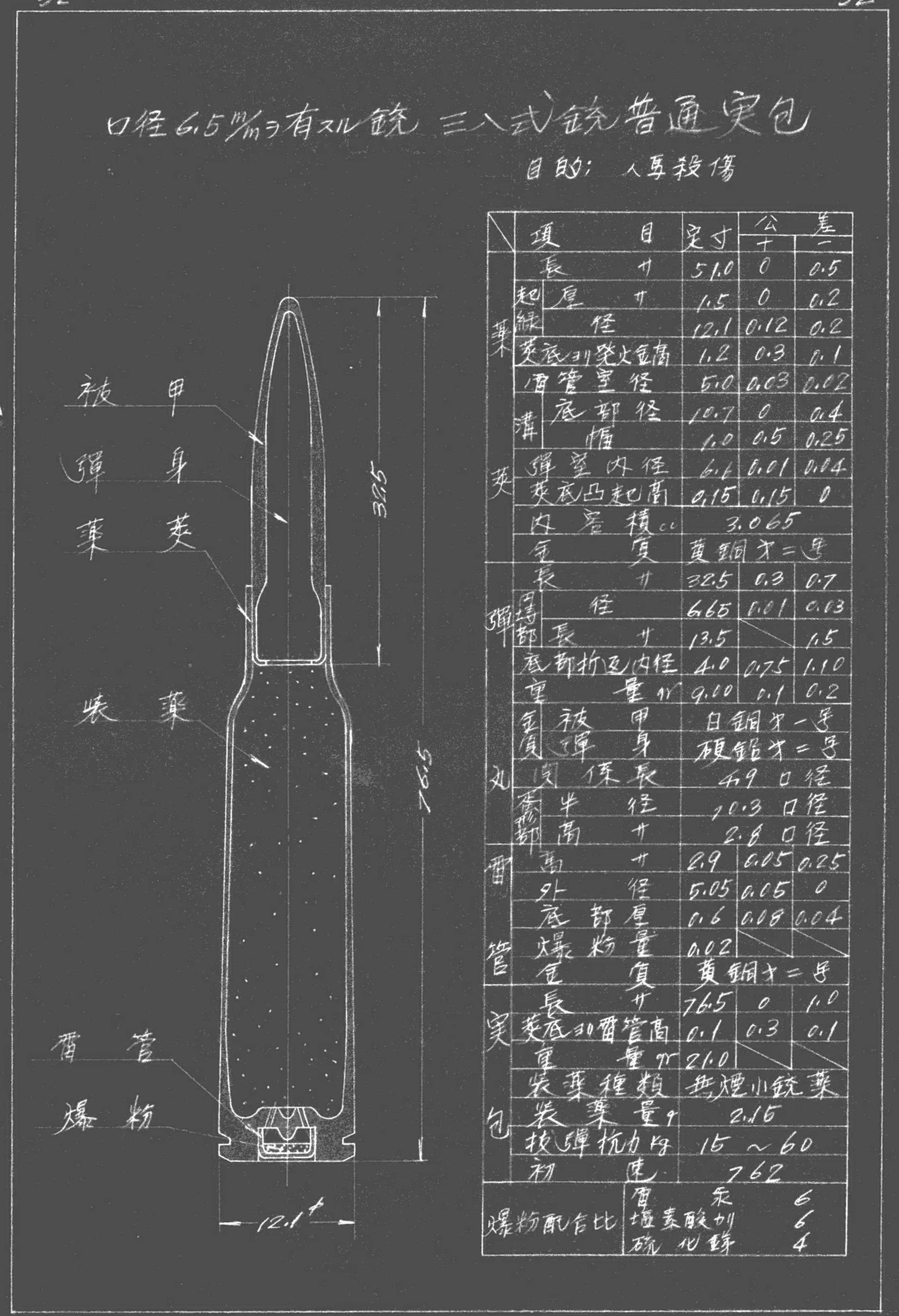

## 三八式実包を使用した銃
三八式実包は三八式歩兵銃のほか、三八式騎銃、四四式騎銃、九七式狙撃銃、「イ」式小銃、三八式機関銃、三年式機関銃、高射機関銃、十一年式軽機関銃、九一式車載軽機関銃、九六式軽機関銃にも使用された。また、弾道の安定性が良く当時の小銃弾としては反動が軽かったため、第一次世界大戦末期にはロシアで実用化された自動小銃であるフェドロフM1916の弾薬としても採用されている。
これらの後継にあたる機関銃は、三八式実包よりも大口径の銃弾を使用した。口径7.7mmの九二式重機関銃である。弾薬補給の合理化から、同じく7.7mmの九七式車載重機関銃、九九式軽機関銃、および九九式小銃が開発された。ただこれらは口径は同じ7.7mmだが、リム形状（後に共通化）や弾丸、装薬量が異なり、弾薬の互換性に問題があった。

## Ⓖ弾
九六式軽機関銃に装薬量2.15gである三八式実包を使用した場合、作動停止することがあった。そのため、装薬量を2gに減装した三八式実包が用意され、弾薬箱や紙函には区別のために「減装（GENSOU）」を意味する「Ⓖ」（○の中にG）の標識があった。
1938年（昭和13年）秋、近接戦闘兵器研究のため、漢口作戦に任ずる中支那派遣軍第27師団に眼鏡付き九六式軽機関銃16挺が増加交付され、合わせて約80,000発のⒼ弾（減装、無起縁）も交付された。当初はこのⒼ弾を使用し、その後は普通弾を流用したが何ら故障は認められなかった。
1941年（昭和16年）、太平洋戦争になり、十一年式軽機関銃にⒼ弾を使用すれば故障も少なく作動することがわかり、第一戦から引き揚げられていた十一年式軽機関銃が再び前線に送られることとなった。
後に減装であることを示す「Ⓖ」の標識は廃止され、特に表示する必要がある場合には、火薬番号と共に「減装」と併記した。

## 弾種と価格
以下の弾種が存在した。
小銃および軽機関銃に対しては挿弾子で実包5発を纏めたもの3つを収めた台形状の紙函で供給され、重機関銃に対しては実包30発を一列に装した保弾板を収めた細長い紙函で供給された。
各弾種の共通事項として、薬莢の材質は黄銅第二号。雷管体の材質は擬製弾を除き黄銅で、爆粉0.02gを装し錫箔を被せてあった。装薬は一部を除き無煙小銃薬を装する。また、弾丸の弾身は一部を除き鉛95%、アンチモン5%の硬鉛が使われた。
価格は昭和14年8月の臨時予定価格である。当時の物価と現在の物価の差は、おおよその目安として1,500倍程度である。
なお「兵器細目名称表」においては、弾薬の名称は「○○式○○銃弾薬（○○式）○○実包」、「○○式○○銃弾薬空包」という型式で呼称する。後に名称の簡易化を図るため、従来同一の弾薬でありながら銃毎に制定してあった弾薬の名称が、全て「六粍五銃弾薬（○○式）○○実包」、「六粍五銃弾薬○○空包」へと統一された。

### 実包
通常の実包。被甲は当初厚さが均一なものが使用されたが、先鋭弾においては磨耗した銃腔では極度の命中率低下を招いたため、1913年（大正2年）2月に弾丸の重心を後部に移し、かつ圧拡作用が良好になる様に被甲前半部約2/3を厚くした被甲を採用した。この改正の際、弾丸重量を旧式三八式実包と同等にするため、弾丸の長さを0.5mm延長している。被甲の材質はニッケル含有量20%の白銅製のものを使用したが、物資不足によりマンガン黄銅製やギルドメタル製のものが使われるようになった。弾丸は長さ32.5mm（旧式は32mm）、径6.65mm、重量9g、装薬量は2.15gで実包全体の重量は21gであった。
後に名称統一のため「三八式普通実包」へと改称された。
価格は10,000発当たり挿弾子と紙函付きで525円、保弾板と紙函付きで605円、紙函のみの場合は465円。

### 被鋼実包
銃腔内に付着した被甲を除去するための弾薬。弾丸以外は実包のものに同じである。弾丸の弾身は硬鉛で、鋼製の被甲をもつ。使用の際は一回につき機関銃ならば30発、小銃ならば10発を連続発射する。多数弾射撃直後の銃身過熱状態において使用するとより一層効果が望める。弾丸重量が実包より約0.3g軽いため、混用した場合命中精度を期待することはできないとしていた。実包と区別するために被甲表面を銅で覆っていた。
後に名称統一のため「三八式除銅実包」へと改称された。
価格は10,000発当たり紙函付きで472円。

### 九二式徹甲実包
装甲目標を貫徹するための弾薬。被甲は黄銅第二号を使用し、弾身は棒鋼至硬鋼であったが後に銃用鋼第三号に変更された。弾丸重量は7g、実包全体の重量は19gであった。8mm鋼板を三八式歩兵銃ならば150m、四四式騎銃ならば100mの距離で貫徹する。
価格は予価で10,000発当たり挿弾子と紙函付きで1,895円、保弾板と紙函付きで1,975円、紙函のみの場合は1,835円。

### 狭窄射撃実包
小銃射撃動作訓練用の弾薬。狭窄射撃実包は銃腔中に鉛が残留し腔中局部膨張の害を生じやすかったため専用の銃を用いた。初期のものは三十年式歩兵銃のものとほぼ同様のもので、弾丸は径6.6mm、重量1.7gの球形の鉛玉で、弾丸の直下に円筒形の木塞を装してある。実包全体の重量は11.8g、装薬として黒色小銃薬（後に小銃薬）0.2gを充填してあった。その後鉛の弾身を銅やアルミの被甲で覆った、長さ7.5mm、径6.65mm、重量2.3gの先端部に若干丸みを帯びた円筒形の弾丸が使用されるようになった。紙函は通常のものとは異なる狭窄射撃実包専用の20発入直方体のものが用いられた。
後に名称統一のため「小銃狭窄実包」へと改称された。
価格は10,000発当たり紙函付きで310円。

### 空包
小銃用のものと機関銃用のものがあった。小銃用は弾丸がボール紙製の中空の紙弾であり、表面に紅色のワニスを塗抹した。装薬として一号空包薬0.8gを充填し、全体の重量は10.42gであった。後に使用済みの薬莢を再利用するため装薬量を0.6gに減じた。機関銃用は弾丸が椹製の木弾であり、装薬として二号空包薬2.10gを充填していた。また機関銃においては作動を確実にするため、専用の空包銃身を用いた。なお紙函の標紙には識別のため赤色で印字してあった。
後に名称統一のためそれぞれ「小銃空包」および「機関銃空包」へと改称された。
価格は小銃用が10,000発当たり挿弾子と紙函付きで340円、紙函のみの場合は280円。機関銃用が10,000発当たり挿弾子と紙函付きで385円、保弾板と紙函付きで470円、紙函のみの場合は325円。

### 擬製弾
実包を模したもので銃の弾薬装填動作訓練に用いる。薬莢は実包のものに準じ、胴部に二条のローレットを施してある。弾丸は黄銅製で中空のものであり、弾尾が薬莢内に半田付けされている。雷管は銅製で爆粉を充填していないものである。初期の擬製弾は三十年式銃実包と同一形状のもの（全体重量14g）であったが、1922年（大正11年）に三八式銃実包と同一形状のものに改正された。なお紙函の標紙には識別のため青色で印字してあった。
擬製弾の区分は弾薬ではなく兵器の属品扱いだったため、制式名称は「○○式○○銃弾薬擬製弾」とはせず「○○式○○銃擬製弾」と称した。しかしながら6.5mm銃用の擬製弾のみは例外であり、挿弾子に装されたものが単に「小銃擬製弾」、保弾板に装されたものが単に「機関銃擬製弾」とされた。後に名称統一のため双方とも「六粍五銃擬製弾」へと改称された。
資源節約のため材質や製作方法が変更されたり、部隊の火器班で独自に作成されたりしたため、非常に多くのバリエーションが存在している。例としては、弾丸が棒鋼から削り出したもの（「六粍五銃擬製弾」として1943年（昭和18年）10月仮制式制定、全体重量18.5ｇ）や木製となったもの、弾丸の固定方法として莢口部が締めつけられているだけのもの、雷管が鉄製のもの、ローレットのピッチや位置が異なる（あるいは存在しない）もの、打殻薬莢を再利用したもの等がある。
価格は10,000発当たり挿弾子と紙函付きで365円、紙函のみの場合は320円。

### 試製普通実包X弾/Y弾
人馬に命中した際に被甲が破砕してより大きな効果を示すよう企図した弾丸を使用する弾薬。
1940年（昭和15年）2月、富津射場において第一回試験が行われた。X弾は弾身先端部にアルミニウム第一号～第四号を使用した弾丸であった。一方Y弾は被甲の材質を黄銅（銅85%、亜鉛15%）製とし、かつ厚さが均一な圧拡作用をもたない被甲に変更したもので、さらに弾身先端部に空間を設けた弾丸であった。その他は三八式実包とほぼ同じであった。試験ではX弾およびY弾に加え、弾頭に複数の溝を設けたものや弾丸の先端を切り落とした形状のもの等複数種の派生型が用意された。試験の結果、X弾の効果は従来の三八式実包とほとんど変わらなかったが、Y弾（特に弾丸先端部に3条の横溝を施した「Y弾イ号」）はよく割れ、弾頭空間部に充填する化学薬品の研究が検討された。
1941年（昭和16年）3月の第二回試験以降は口径7.7mmに変更され、同年7月の第三回試験、1942年（昭和17年）3月の第四回試験まで研究は続行されたが、完成には及ばなかった。

### 二年式縮射弾薬包
海軍では狭窄射撃用として陸軍のものとは異なる特殊な弾薬が使用されていた。薬莢底部が二重構造となっており、雷管は通常のものとは異なる非常に大型のものを使用した。弾丸は球形の鉛玉で雷管の撃発時の威力のみをもって発射し、薬莢は200回の使用に耐えるものとしていた。

## 現在

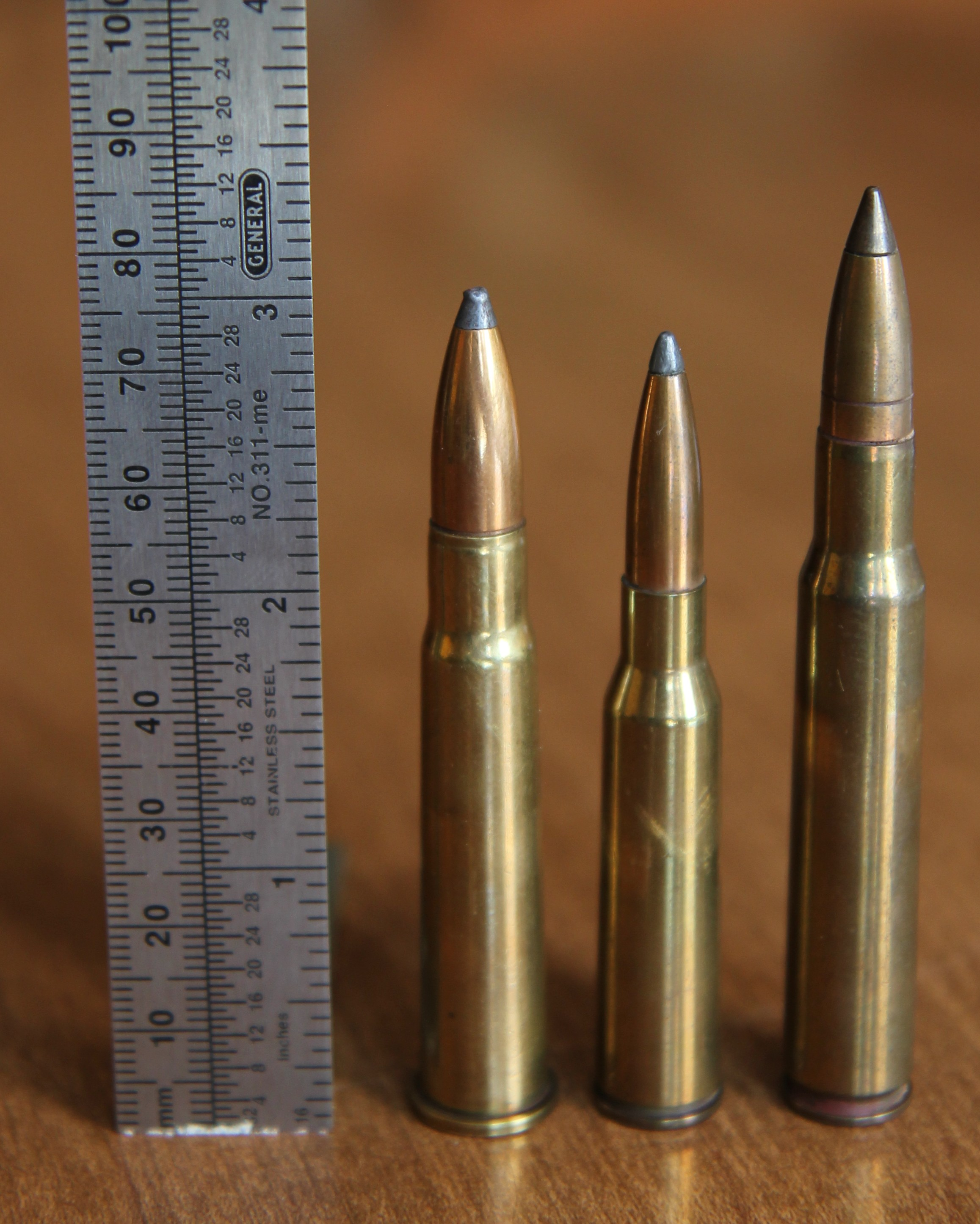
左から：7.7×56mmR弾、6.5mm×50SR 三八式実包、7.62x63mm弾

三十年式小銃や三八式歩兵銃の少なからぬ数が、戦後欧米の銃器市場でスポーツ射撃又は狩猟銃として出回った事により、三八式実包は前身の三十年式実包共々、現在も一定以上の需要が存在し続けている。欧米市場では両弾薬を一括して6.5mm×50 セミリムド アリサカという規格で取り扱っており、実包はスウェーデンのノルマ社、米国のホーナディ社やプレシジョン・カートリッジ社等から販売されている。
ハンドロードに用いられる薬莢はセルビアのPrviパルチザン社から販売されている他、.220 スウィフト弾用の薬莢をリサイズして用いる場合もある。弾頭は.264口径のものが適用できる。